# Igor Fedulov
Igor Fedulov, född 4 juli 1966 i Kirovo-Tjepetsk, Ryssland, är en rysk före detta professionell ishockeyspelare.
Han spelade för Ryssland i hockey-VM 1994 och hockey-VM 1995, men vann inga medaljer där.